# Sauber C30
Sauber C30 — гоночний автомобіль Формули-1 команди Sauber, побудований для участі в чемпіонаті світу 2011 року.

## Історія виступів
Команда представила болід 31 січня 2011 року на трасі імені Рікардо Тормо у Валенсії, де з 1 по 3 лютого 2011 пройшли перші тести нового сезону.